# Cervià de les Garrigues
Cervià de les Garrigues és un municipi de la comarca de les Garrigues, a la província de Lleida a Catalunya.
La vila, a 444 m. d'altitud, fou fundada el 1202. És l'únic nucli de població del municipi, que comprèn també el despoblat de Vallxeca i l'antic poble de les Besses.
El terme municipal, de 34,42 km², es troba al sector meridional de la comarca de les Garrigues, a la vall alta del riu Set, i limita amb el terme municipal de la Pobla de Cérvoles (del qual el separa el riu Set), Juncosa, l'Albagés, Castelldans, Juneda, les Borges Blanques i l'Albi.
Els conreus principals són l'olivera i els ametllers. La zona forestal està ocupada per 721 ha de boscos de pi blanc i 505 ha de brolles.
Actualment, a la legislatura (2015-2019), l'alcaldessa és Mercè Rubió i Carré que pren el relleu de Gemma Manresa Manresa.

## Geografia
- Llista de topònims de Cervià de les Garrigues (Orografia: muntanyes, serres, collades, indrets..; hidrografia: rius, fonts...; edificis: cases, masies, esglésies, etc).

El terme és drenat per nombrosos barrancs. Al sector oriental hi ha els barrancs del Perer, de la Valleta i de la Vall de les Comes, afluents del riu de Set. A la part més occidental, els barrancs de Vallxeca i de la Punta de la Coixa, que desguassen a la Vall dels Marquesos, el qual vessa les seves aigües en el riu de Set. En aquest riu també desemboca el barranc de l'Or, nascut al municipi d'Ulldemolins.
El territori és accidentat per contraforts septentrionals de la serra de la Llena i és en una bona part abrupte. Les altituds màximes es troben a la Punta dels Marquesos (655 m), Punta del Pouet (654 m) i el tossal de Sant Blai (608 m).

## Comunicacions
Al municipi només s'hi pot accedir per carretera.
- La LV-7031 que uneix el municipi de Cervià de les Garrigues amb les Borges Blanques (a 15 km) pel Coll del Peret.
- També per la LP-7032 que el comunica amb la veïna població de l'Albi a 7 km i amb l'AP-2.
- Compta amb dos camins rurals enquitranats, fins a la Pobla de Cérvoles a 9 km i fins a Castelldans a 12 km.
- El municipi també compta amb una via rural enquitranada fins a l'Albagés a 13 km.

## Demografia
| 1497 f | 1515 f | 1553 f | 1717 | 1787 | 1857  | 1877  | 1887  | 1900  | 1910  |
| ------ | ------ | ------ | ---- | ---- | ----- | ----- | ----- | ----- | ----- |
| 23     | 34     | 26     | 85   | 480  | 1.478 | 1.802 | 1.859 | 1.763 | 1.968 |

| 1920  | 1930  | 1940  | 1950  | 1960  | 1970  | 1981 | 1990 | 1992 | 1994 |
| ----- | ----- | ----- | ----- | ----- | ----- | ---- | ---- | ---- | ---- |
| 1.952 | 1.954 | 1.536 | 1.422 | 1.299 | 1.101 | 922  | 918  | 845  | 845  |

| 1996 | 1998 | 2000 | 2002 | 2004 | 2006 | 2008 | 2010 | 2012 | 2014 |
| ---- | ---- | ---- | ---- | ---- | ---- | ---- | ---- | ---- | ---- |
| 862  | 844  | 845  | 874  | 844  | 873  | 860  | 816  | 746  | 708  |

| 2016 | 2018 | 2020 | 2022 | 2024 | 2026 | 2028 | 2030 | 2032 | 2034 |
| ---- | ---- | ---- | ---- | ---- | ---- | ---- | ---- | ---- | ---- |
| 686  | 648  | 662  | 642  | 641  | -    | -    | -    | -    | -    |

## Monuments del poble
L'Església parroquial dedicada a Sant Miquel Arcàngel. Fou reedificada el segle xviii; conserva la façana classisitzant, amb una part central coronada per un frontó triangular i un petit rosetó, àmplia nau i capelles als contraforts i campanar de planta quadrada amb un cos damunt el vuitavant.

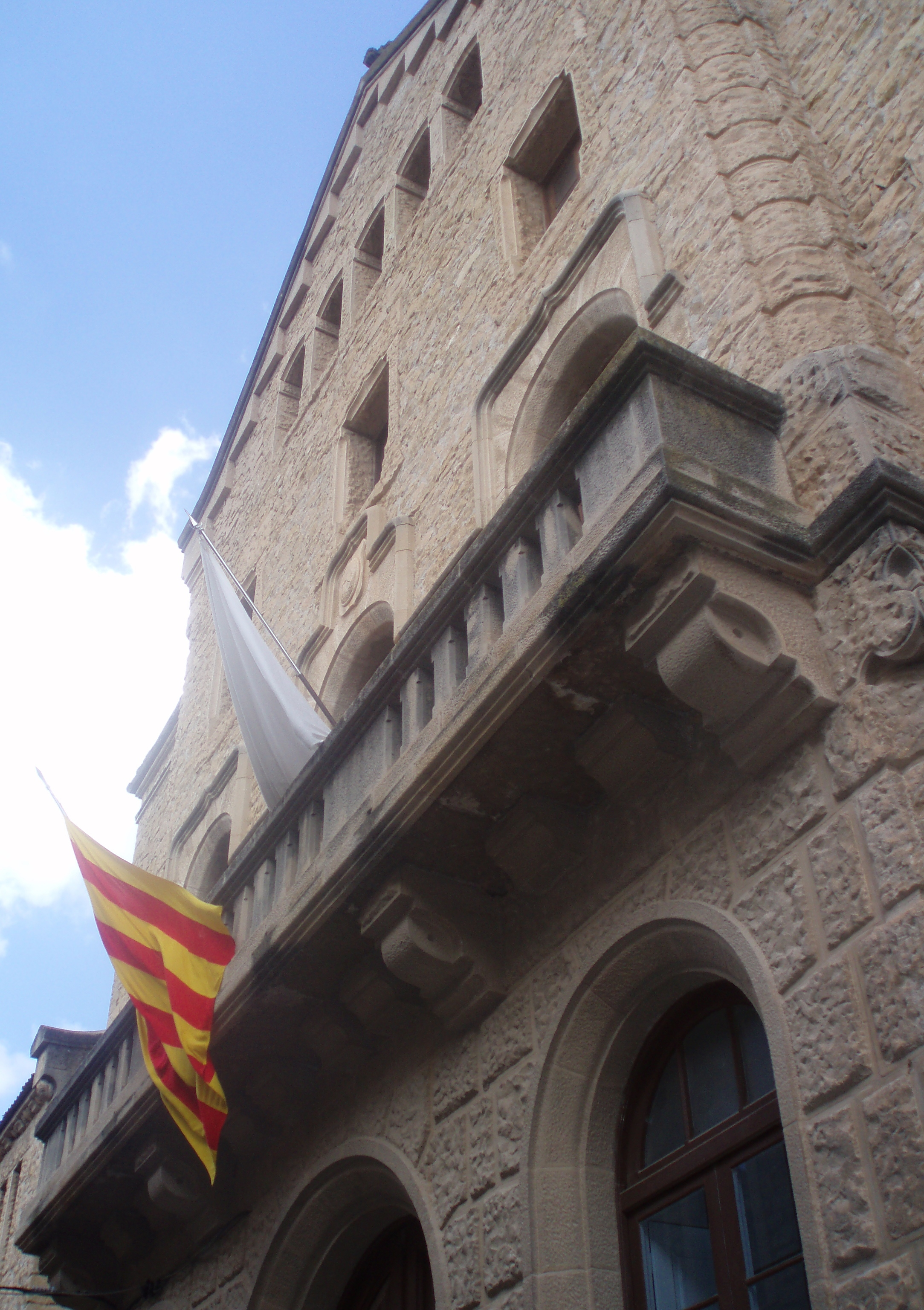
Façana principal de la Casa de la Vila.

La Casa de la Vila, construïda l'any 1912, és destacable per l'arquitectura majestuosa totalment de pedra, i és l'edifici més admirat pels visitants. L'arquitecte elegit per al projecte de la casa consistorial fou Francesc de Paula Morera i Gatell, que en aquell moment er l'Arquitecte Municipal de la ciutat de Lleida. La façana, de gairebé 29 metres de llargària, s'alça sobre tres naus, dues de laterals, on hi havia les escoles, i una nau central, que és l'eix de l'edifici consistorial. Cadascuna de les naus laterals tenen 7,50 metres de llargària i s'hi accedeix mitjançant grans portes d'entrada culminades amb arcs de mig punt d'1,70 metres d'amplària. En destaca l'entrada principal, de 2,20 metres d'amplària, on la volta està realitzada amb dovelles arrabalades. Malgrat que l'edifici consistorial ha sofert diferents intervencions a l'interior al llarg dels anys, l'element més característic en l'actualitat és la Sala Capitular o de Sessions, conservada de la mateixa manera quan fou concebuda. Situada en la primera planta del cos central de l'edifici, avui dia és el lloc on es prenen les decisions més importants del poble.

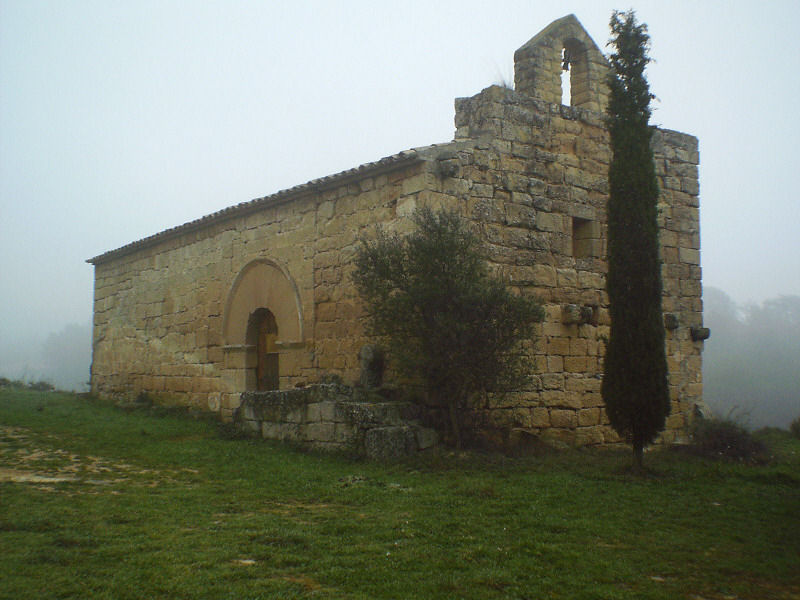
Ermita de Santa Maria de les Besses.

Dins el terme hi ha el despoblat i antic terme de les Besses. El lloc de les Besses fou establert el 1225 per una carta de població atorgada per Arnau Punyet i la seva muller, i el 1265 hom obtingué llicència per bastir l'església parroquial. És a la dreta del riu Set, aigua avall de Cervià de les Garrigues; hi resten poques filades de l'antic castell feudal de les Besses dalt d'una roca o tossal i de les cases del poble. L'Església de Santa Maria de les Besses fou restaurada el 1973; es tracta d'un interessant edifici de transició del romànic al gòtic, de planta rectangular, arcs apuntats, mènsules i porta dovellada al nord.

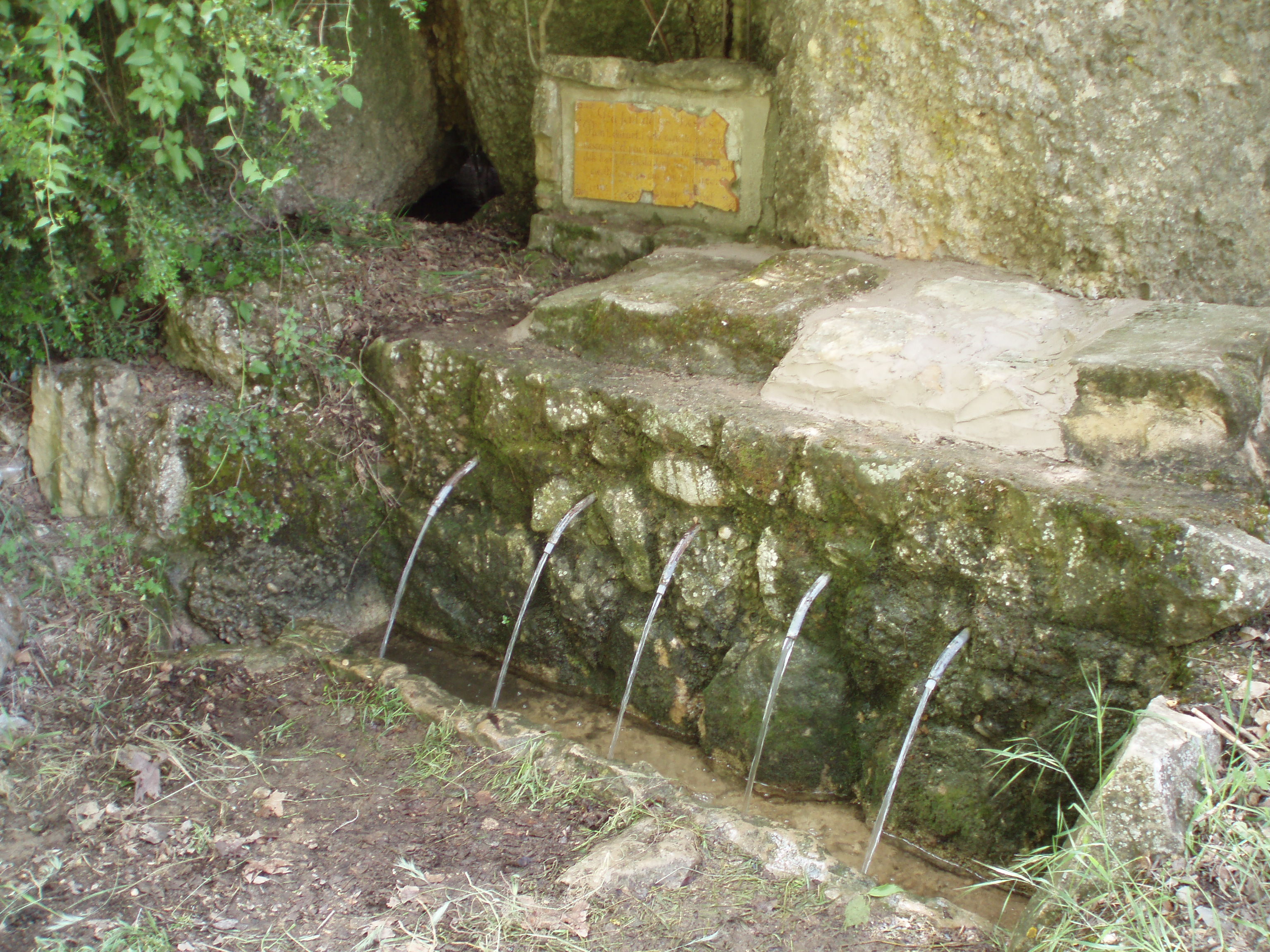
Fonts de les Besses.

A 600 metres del poblat i l'ermita de les Besses trobem un paratge natural, que gràcies a la presència del Riu Set s'hi alberga una gran arbreda amb taules i unes fonts, lloc ideal per gaudir de la tranquil·litat que ens ofereix la natura. Actualment aquest espai serveix de marc per celebrar-hi cada any el tradicional Aplec de les Besses, a la Segona Pasqua, on tots els habitants del poble s'apleguen per adorar la Mare de Déu de les Besses i celebrar-hi un dinar a l'aire lliure.
En aquest paratge podem contemplar les restes d'un molí fariner, que és un clar exemple dels clàssics del segle xiii - XIV; són les restes més velles de tota la comarca.
La planta baixa estava formada per dues cambres separades per una paret mitgera de pedra i un arc. En un nivell inferior, cobert per una volta, es troba el carcabà, i en la part posterior hi ha un pou de 150cm de diàmetre per 6,50 metres de profunditat.

## Declaració d'independència
El 6 de setembre del 2012, Cervià de les Garrigues es declara Territori Català Lliure, de manera que va ser el primer municipi a efectuar aquesta declaració a la demarcació de Lleida i el tercer de Catalunya.

## Cultura

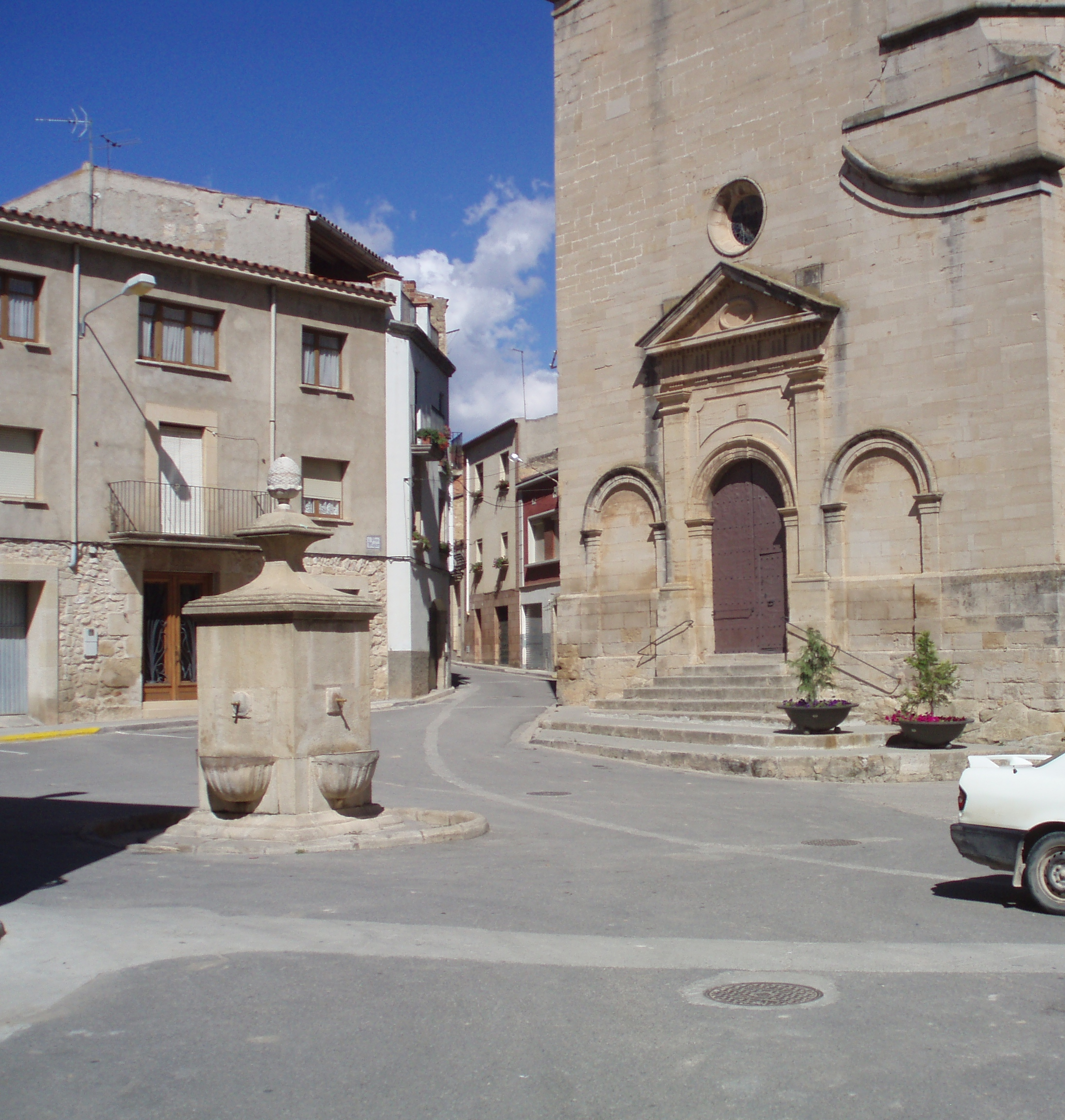
Plaça Major de Cervià de les Garrigues.

Des del 1973 es publica la revista El Cérvol que surt regularment, cada 2 mesos. "El Cérvol" és el principal focus de cultura del poble, que durant els anys, s'ha anat consolidant i formant part de la quotidianitat cervianenca. Aquesta revista és la capdavantera de les publicacions locals garriguenques. L'Associació Cultural "El Cérvol" és l'encarregada de configurar la revista, la mateixa Junta de l'associació regeix els designis de la publicació com a equip de redacció.
També disposa de Biblioteca integrada al sistema de Biblioteques Públiques de Catalunya, un espai de 78m2 renovat l'any 2015 amb tota mena de novetats editorials, agenda d'activitats culturals anuals, telecentre i d'altres serveis.
Cervià de les Garrigues compta amb un bon nombre d'associacions que dinamitzen i motiven a la població amb les activitats que duen a terme cadascuna:
- Associació Cultural "El Cérvol"
- Associació de dones "Les Set Valls"
- Associació de Joves "Les Besses"
- Associació de jubilats "Sant Isidre"
- Associació de Mares i Pares de l'Escola Pública
- Camp de Cervià de les Garrigues, S.C.C.L
- Club de caça Sant Isidre
- Club Esportiu Cervià
- Consell Parroquial
- Coral "El Rossinyol"
- Associació teatral "7 de Teatre"

L'aplec de les Besses és una festa tradicional de Cervià de les Garrigues. Se celebra per la Segona Pasqua, a les Besses, antiga població actualment en runes, la missa a l'ermita de Santa Maria de les Besses en honor de la seva marededeu presideix l'acte anualment, és ja tradicional la sortida en tractor dels nens i nenes de Cervià vestits de catalans acompanyats per la Mare de Déu de les Besses. A 500 metres de l'ermita vora el Riu Set, sota l'arbreda i la frescor de l'aigua del riu i de les fonts, una ballada de sardanes dona inici al dinar de germanor, on tots els convilatans frueixen del dia i la companyia.

## Fills il·lustres
- Miquel Rué i Rubió (1864-1926), sacerdot i musicòleg.